# Jay Buckey
Jay Clark Buckey (New York, 6 juni 1956) is een Amerikaans voormalig ruimtevaarder. Buckey zijn eerste en enige ruimtevlucht was STS-90 met de spaceshuttle Columbia en vond plaats op 17 april 1998. Tijdens de missie werd er wetenschappelijk onderzoek gedaan in de Spacelab module. 
Buckey werd in 1991 geselecteerd door NASA. In 1998 verliet hij NASA en ging hij als astronaut met pensioen.